# ブレイン・バスターズ
ザ・ブレイン・バスターズ（The Brain Busters）は、プロレスラーのアーン・アンダーソンとタリー・ブランチャードによるプロレスのタッグチーム。
フォー・ホースメンを母体とするヒールの技巧派コンビとして、NWAのジム・クロケット・プロモーションズを経て、ファミリー・エンターテインメント期のWWF（現：WWE）で活動した。

## 来歴

### NWA
両者はNWAの基幹団体だったジム・クロケット・プロモーションズ（ミッドアトランティック・チャンピオンシップ・レスリング）において、リック・フレアー率いるフォー・ホースメンのオリジナル・メンバーとして1980年代中盤より共闘していた。1987年上期、アンダーソンの正式なパートナーだったオレイ・アンダーソンがユニットを離脱したことに伴い、ブランチャードがアンダーソンの新パートナーとなって本格的にコンビが結成される。
1987年9月29日、ノースカロライナ州ミゼンハイマーにてロックンロール・エクスプレス（リッキー・モートン&ロバート・ギブソン）を破り、NWA世界タッグ王座を獲得。11月26日にはイリノイ州シカゴで開催されたスターケード'87において、ロード・ウォリアーズ（ホーク&アニマル）を相手に防衛戦を行った。
タイトルは1988年3月27日にバリー・ウインダム&レックス・ルガーに奪われるが、3週間後の4月20日に奪回。以降、ダスティ・ローデス、スティング、ニキタ・コロフ、"ドクター・デス" スティーブ・ウィリアムスらによるチームの挑戦を退け、9月10日にミッドナイト・エクスプレス（ボビー・イートン&スタン・レーン）に敗れるまで戴冠を続けた。

### WWF
1988年10月、テッド・ターナーの買収でWCWへの移行期にあったNWAを離れ、WWFに移籍。ボビー "ザ・ブレイン" ヒーナンをマネージャーに迎え、ブレイン・バスターズのチーム名で活動する。11月24日に開催されたサバイバー・シリーズ'88ではエリミネーションマッチでブリティッシュ・ブルドッグス（ダイナマイト・キッド&デイビーボーイ・スミス）とも対戦した。
1989年1月15日にはロイヤルランブル'89に揃って参戦したが、ハルク・ホーガンによって同時に退場させられている。同月23日、ニューヨークのマディソン・スクエア・ガーデンに初登場して、抗争相手だったザ・ロッカーズ（マーティ・ジャネッティ&ショーン・マイケルズ）に勝利。この試合はプロレスリング・イラストレーテッドの創刊10周年記念号において名勝負ベスト50に選ばれた。4月2日にはレッスルマニアVへの出場も果たし、ストライク・フォース（リック・マーテル&ティト・サンタナ）から勝利を収めた。
同じくヒーナン・ファミリーのメンバーだったコロッサル・コネクション（アンドレ・ザ・ジャイアント&ハク）と共闘し、彼らと敵対していたデモリッション（アックス&スマッシュ）とも抗争。7月18日にマサチューセッツ州ウースターにて、アンドレの介入もあってデモリッションからWWF世界タッグ王座を奪取。NWAとWWFの両世界タッグ王座を獲得した初のタッグチームとなった。8月28日のサマースラム'89ではノンタイトル戦でハート・ファウンデーション（ブレット・ハート&ジム・ナイドハート）を破ったが、タイトルは10月2日にデモリッションに奪回された。

### 解散
タイトル陥落後もデモリッションとの連戦が行われたが、ブランチャードが薬物検査でコカイン陽性となり、1989年11月にWWFを解雇される。アンダーソンも11月23日のサバイバー・シリーズ'89を最後にWWFを離れ、翌年よりWCWに復帰したが、ドラッグ問題のためブランチャードとWCWの契約は見送られ、以降両者のタッグチームが再結成されることはなかった。
2012年3月31日、フレアー、ウインダム、マネージャーのJ・J・ディロンと共に、アンダーソンとブランチャードもフォー・ホースメンとしてWWE殿堂に迎えられた。

## 合体攻撃
- スパイク・パイルドライバー[13]
- ダブル・クローズライン

## 獲得タイトル
ジム・クロケット・プロモーションズ
- NWA世界タッグ王座：2回[3]

ワールド・レスリング・フェデレーション / WWE
- WWF世界タッグ王座：1回[10]
- WWE殿堂：2012年（フォー・ホースメンとして）[12]